# Cmentarz żydowski w Jeżowie
Cmentarz żydowski w Jeżowie – został założony w XIX wieku i zajmuje powierzchnię 0,3 ha, na której, wskutek dewastacji z czasów II wojny światowej, zachowały się tylko trzy uszkodzone nagrobki. Cmentarz znajduje się przy ul. Rawskiej. Po II wojnie światowej jego część została zaorana i przekształcona w ten sposób w pole. W 1989 roku cmentarz został uporządkowany i ogrodzony.